# Jimmy Belfor
Jimmy Laurens Belfor (Paramaribo, 14 mei 1966) was een Surinaams taekwondoka en is directeur op het ministerie van Arbeid.

## Biografie
Belfor was aangesloten bij de taekwondoschool Ko Dang Kwan van Frank Doelwijt. Hij nam deel aan verschillende internationale wedstrijden, waaronder het Pan-Amerikaans kampioenschap taekwondo van 1984 dat in Paramaribo plaatsvond en waar hij zilver won. In 1986 won hij de bronzen medaille tijdens de Zuid-Amerikaanse kampioenschappen. Een jaar later nam hij met Mark Slijngard, Kenneth Slijngard en Moreno Ristie deel aan het Pan-Amerikaans kampioenschap taekwondo in Indianapolis.
Van 1993 tot 1996 was hij juridisch medewerker bij het ministerie van Arbeid, Technologische Ontwikkeling en Milieu. Ondertussen studeerde hij in 1995 af in de rechten aan de Anton de Kom Universiteit van Suriname. In 1996 werd hij benoemd tot onderdirecteur voor Juridische en Internationale Zaken. Daarnaast was hij lid van enkele commissies op het ministerie en was hij van 1996 tot 2002 delegatieleider bij de Internationale Arbeidsorganisatie (ILO), waaronder als ILO-vertegenwoordigder van de Caricom tot 1999. Vanaf 2013 was hij waarnemend directeur op het ministerie tot hij per 1 oktober 2015 werd benoemd tot directeur.

## Palmares
- 1984:  Pan-Amerikaans kampioenschap taekwondo[2]
- 1986:  Zuid-Amerikaanse kampioenschappen